# Notariatssignet

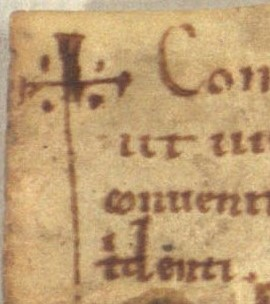
Notarszeichen in Form eines einfachen, punktierten Kreuzes des Trienter Notars Malwarnitus aus dem Jahr 1174

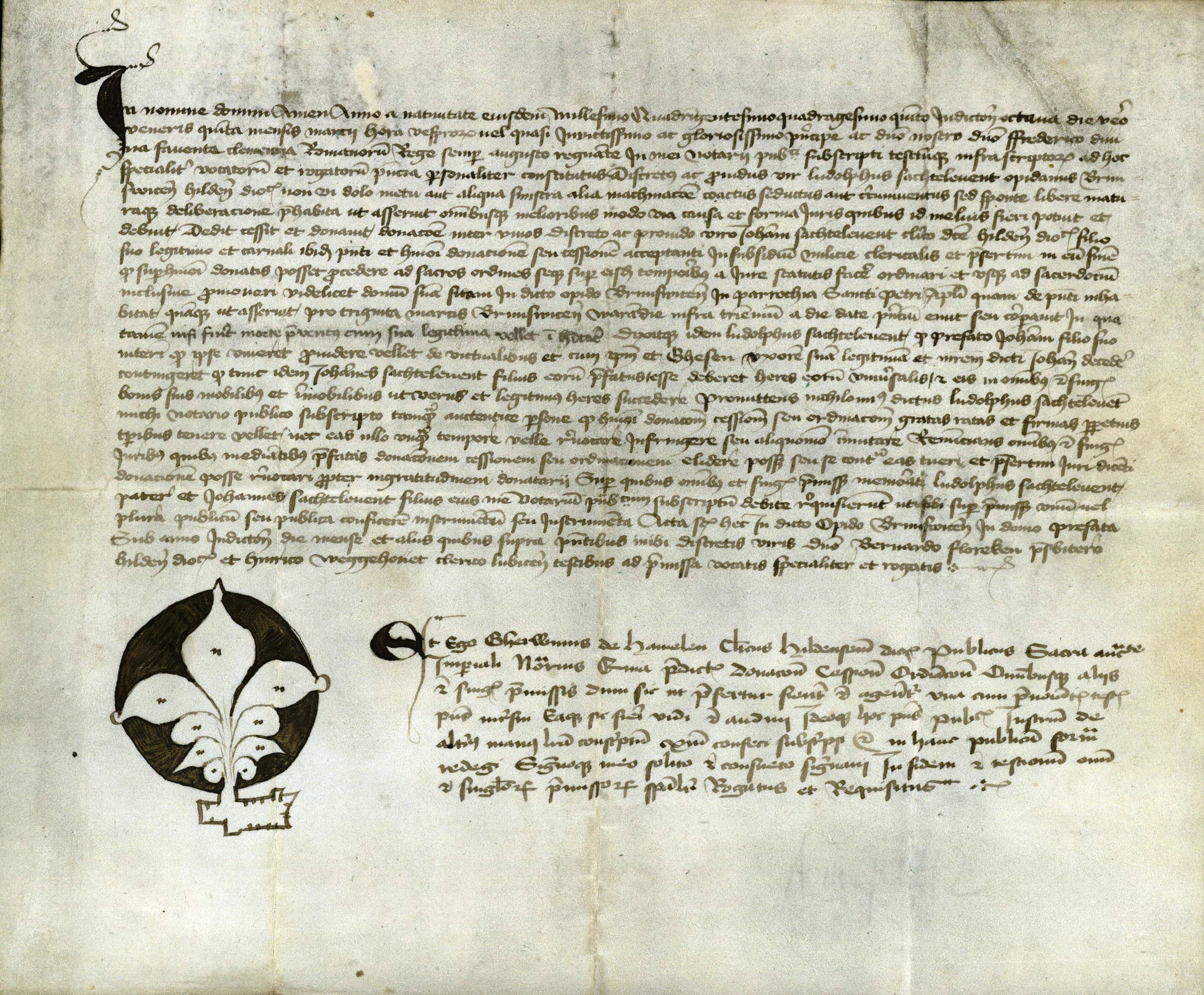
Notariatsinstrument Gerwins von Hameln vom 5. März 1445 mit seinem Notariatssignet

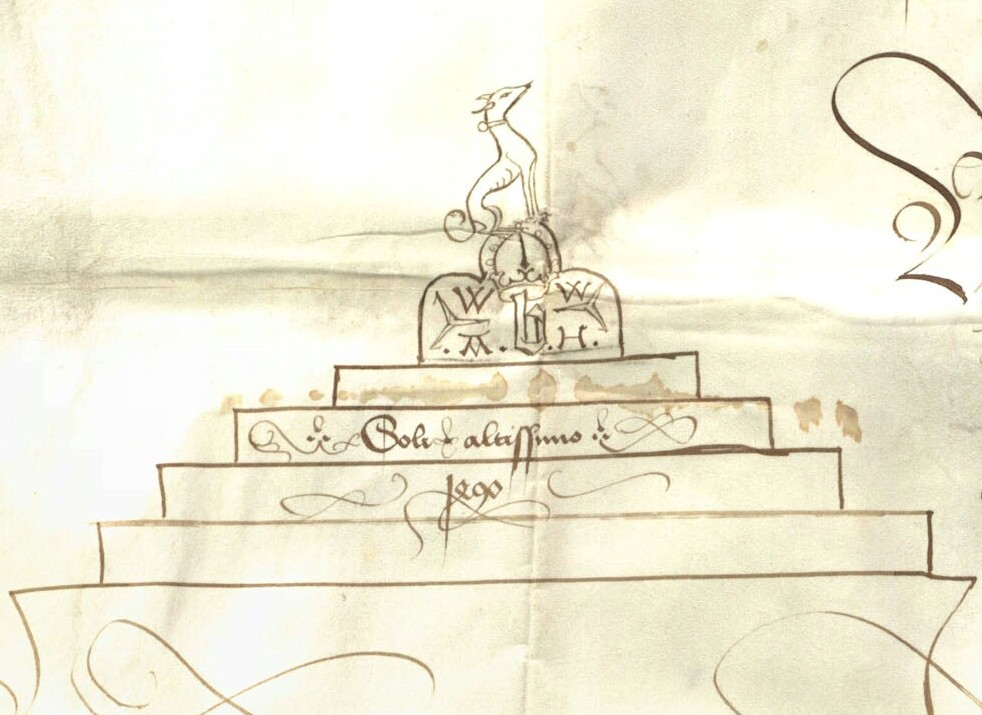
Notariatssignet des Augustin von Hammerstetten. Linz, 1490

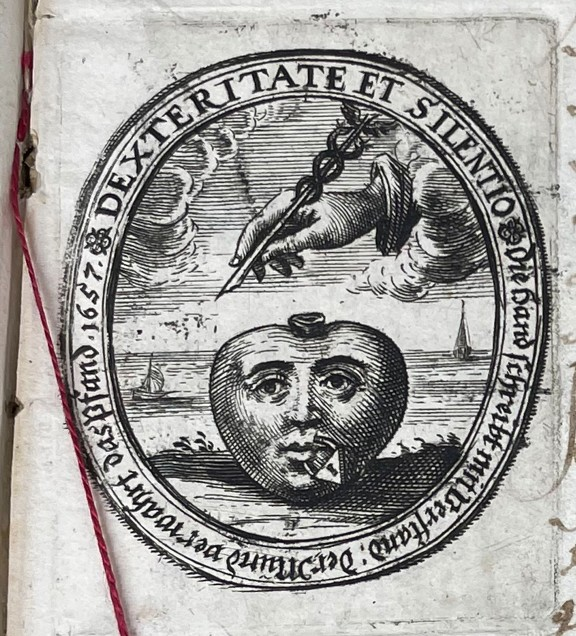
Notariatssignet des Ernestus Glüer, 1657

Das Signet des Notars (auch Signum, Chyrographum, Symbolum, Merk, Piczetum, hantzeichen, mal, signetum, signetum publicum oder signetum notarile genannt) war ein persönliches Erkennungszeichen und bildete sich im 11. und 12. Jahrhundert aus. Es war gleichwertig mit dem Siegel, war aber ein mit der Feder ausgeführtes Zeichen. Es hatte die Grundform eines zunehmend komplizierter werdenden Kreuzes, das auf einem Podest steht. Der Platz, wo das Notariatssignet untergebracht wurde, war bis zur Mitte des 13. Jahrhunderts noch wechselnd, an älteren Urkunden, dem romanischen Vorbild folgend, zumeist am linken oberen Beginn der Urkunde, mit fortschreitender Zeit dann häufig am Ende der Urkunde. Seit dem 14. Jahrhundert stand es immer am Schluss links neben der Beurkundungsformel mit der Unterschrift des Notars. Seit der Mitte des 15. Jahrhunderts gab es gelegentlich Stempel für das Signet.
Das Signet war eine Fertigungsmarke. Mit dem Signet galt das Notariatsinstrument als ebenso beweiskräftig wie die Siegelurkunde.
Erst im 17. Jahrhundert wurde dem Notar ein Signet offiziell verliehen. Davor gab es große Variation unter den Signeten. Das Signet änderte sich nur selten im Laufe einer Notarskarriere, höchstens, wenn ein Notar zu seiner kaiserlichen Autorisation auch eine päpstliche bekam (oder umgekehrt).
Eine „Lehre von den Notariatssigneten“, analog etwa zur Heraldik, hat sich trotz Ansätzen aus dem späten 18. und beginnenden 19. Jahrhundert (die eine Notarszeichen-Lehre als Teildisziplin der Zeichenkunde ansahen) nicht etabliert. Daher besteht auch kein allgemein anerkanntes Regelwerk für ihre Gestaltung. Dies gilt auch für die Verwendung von Floskeln als Zusatz, wie sie ab Mitte des 14. Jahrhunderts auftauchten (meist biblisch, später auch weltlich, z. B. „suum cuique“). Auch die Reichsnotariatsordnung von 1512 enthielt keine spezifischen Regeln für Signete.
Die Verwendung des Notariatssignets verschwand mit der Auflösung des deutschen Reiches 1806.